# Политические партии Франции
Политические партии Франции — совокупность политических партий и организаций, действующих на территории Франции.  

## Партии по идеологии

### Крайне правые
- Национальное объединение (Rassemblement National, RN, бывш. Front National) — существующая с 1972 года ультраправая националистическая партия, апеллирующая к евроскептицизму.
- Патриоты (Les Patriotes) — политическая партия, созданная Флорианом Филлиппо 29 сентября 2017.
- Национальное республиканское движение (Mouvement National Républicain) — откол 1999 года от Национального фронта.
- Партия Франции (Le Parti de la France (PDF)) — националистическая партия, созданная в 2009 Карлом Лангом и другими бывшими участниками Национального фронта.
- Комитет Жанны — политическая партия, созданная Жан-Мари Ле Пеном после его ухода из Национального фронта.

### Правые
- Республиканцы (Les Républicains) — основная консервативная партия, созданная в 2002 году под названием «Союз за народное движение» как правопреемница голлистского «Объединения в поддержку республики» и получившая нынешнее наименование в 2015 году.
- Солидарная республика (République solidaire) — правоцентристская голлистская партия.
- «Вставай, республика[англ.]» — социал-консервативная голлистская партия, появившаяся в 2008 году.
- Объединение за Францию и европейскую независимость (Rassemblement pour la France et l’Indépendance de l’Europe) — евроскептическая голлистская партия с 1999 года.
- Охота, рыбалка, природа, традиции (Chasse, pêche, nature et traditions) — традиционалистская партия, основанная в 1989 году.
- Экологическое поколение — зелёная консервативная партия с 1990 года.

### Центристские
- Возрождение (Renaissance) — центристская партия, созданная в 2016 году Эмманюэлем Макроном.
- Демократическое движение (Mouvement démocrate, MoDem) — либеральная партия, созданная в 2009 году Франсуа Байру на основе Союза за французскую демократию.
- Союз демократов и независимых ( Union des démocrates et indépendants) — центристская сила, основанная в 2012 году из девяти партий, сохранивших свою независимость, в их числе:
  - Радикальная партия — старейшая (с 1901 года) политическая партия Франции;
  - Новый центр — социал-либеральная партия, созданная в 2007 году членами Союза за французскую демократию, не вошедшими в Демократическое движение;
  - Современные левые — реформистская партия, созданная в 2007 году правыми членами Социалистической партии, поддержавшими Союз за народное движение.
- Cap21 (Гражданство, действие, участие за XXI век, Citoyenneté Action Participation pour le 21ème siècle) — либеральная экологическая партия.

### Левоцентристские
- Радикальная левая партия (Parti radical de gauche) — леволиберальная партия, созданная в 1972 году левым крылом Радикальной партии.
- Социалистическая партия (Parti Socialiste, PS) — основная социалистическая партия страны, основанная в 1969 году на базе Французской секции Рабочего интернационала.
- Европа Экология Зелёные (Europe Écologie Les Verts, EELV) — экологистская партия левого толка, появившаяся в 2010 году в результате слияния партий «Европа Экология[фр.]» и «Зелёных».
- «Новый курс» (Nouvelle Donne) — левая партия, ратующая за кейнсианскую экономику, создана в 2013 году.

### Левые
- Непокорённая Франция (La France insoumise) — левая популистская партия, основанная в январе 2017 года Жаном-Люком Меланшоном
- Левый фронт (Front de gauche, FG) — политическая коалиция коммунистических и демосоциалистических сил, образованная в 2008 году; в их числе:
  - Французская коммунистическая партия (Parti communiste français) — одна из крупнейших компартий западного мира, учреждённая в 1920 году;
  - Левая партия (Parti de gauche) — левосоциалистическая партия, основанная в 2009 году бывшими членами Социалистической партии;
  - Унитарные левые (Gauche unitaire), «Конвергенция и альтернатива» (Convergences et alternative) и Антикапиталистические левые (Gauche anticapitaliste) — фракции Революционной коммунистической лиги и Новой антикапиталистической партии;
  - «Республика и социализм» (République et socialisme, откол от Республиканского и гражданского движения),
  - Коммунистическая партия рабочих Франции (Parti communiste des ouvriers de France, ортодоксальная ходжаистская компартия).
- Движение прогрессистов[фр.] (Mouvement des progressistes) — социалистическая партия, созданная бывшим генсеком Компартии Робером Ю.
- Республиканское и гражданское движение (Mouvement républicain et citoyen) — левопопулистская евроскептическая партия, созданная в 1993 году бывшим членом Соцпартии Жаном-Пьером Шевенманом.

### Крайне левые
- Новая антикапиталистическая партия (Nouveau parti anticapitaliste, NPA) — радикальная левая партия, учреждённая в 2009 году на основе самораспустившейся троцкистской Революционной коммунистической лиги (секции Воссоединённого Четвёртого интернационала).
- Рабочая борьба (Lutte Ouvrière, LO) — троцкистская партия, история которой восходит к 1939 году, сконцентрированная на работе в рабочей среде.
- Независимая рабочая партия (Parti ouvrier indépendant) — левая евроскептическая партия вокруг троцкистской (ламбертистской) группы Международная коммунистическая организация, созданная на базе распущенной Партии трудящихся в 2008 году.
- Марксистско-ленинская коммунистическая организация — Пролетарский путь (Organisation communiste marxiste-léniniste — Voie prolétarienne, OCML-VP) — маоистская организация, созданная в 1976 году.

### Регионалистские
- Партия корсиканской нации (U Partitu di a Nazione Corsa) — левоцентристская автономистская партия Корсики.
- Свободная Корсика (Corsica Libera) — левая автономистская партия Корсики на базе Корсиканского националистического альянса.
- Бретонская партия (Parti Breton) — левоцентристская партия за независимость Бретани.
- Демократический бретонский союз (Union Démocratique Bretonne) — левая автономистская партия Бретани.
- Окситанская партия (Partit Occitan) — левоцентристская партия за автономию Окситании.
- Движение Савойского региона (Mouvement Région Savoie) — регионалистская партия в Савойе.
- Савойская лига (Ligue savoisienne) — регионалистская партия в Савойе.

### Другое
- Народный республиканский союз — требует выход Франции из ЕС, зоны евро и НАТО; создана генеральным инспектором министерства финансов и экономики Франсуа Асселино.
- Разные левые — обозначение принадлежности беспартийного кандидата или политика к левой части политического спектра.
- Разные правые — обозначение принадлежности беспартийного кандидата или политика к правой части политического спектра.

## Исторические партии
- Республиканский союз
- Поссибилисты
- Радикальная партия
- Французская секция Рабочего интернационала
- Социалистическая партия Франции — Союз Жана Жореса
- Социалистический республиканский союз
- Международная рабочая партия
- Французская народная партия
- Французская социальная партия
- Национально-народное объединение
- Международная коммунистическая партия
- Народно-республиканское движение
- Объединение французского народа
- Объединённая социалистическая партия
- Партия за коммунистическую альтернативу
- Федерация национального и европейского действия
- Республиканский альянс за свободу и прогресс
- Союз демократов в поддержку республики
- Революционная коммунистическая лига
- Объединение в поддержку республики
- Союз за французскую демократию
- «Зелёные»
- Партия трудящихся
- Союз за народное движение
- Движение за Францию